# Dubăsari
Dubăsari (în rusă Дубоссары, transliterat: Dubossarî, în ucraineană Дубоссари, transliterat: Dubossarî) este un oraș din Republica Moldova, situat pe malul stâng al râului Nistru (în Transnistria). Este centrul administrativ al raionului cu același nume. Așezarea geografică a orașului este: 47°16′N 29°10′E / 47.267°N 29.167°E. La Dubăsari funcționează cea mai mare centrală hidroelectrică din țară.

## Etimologie

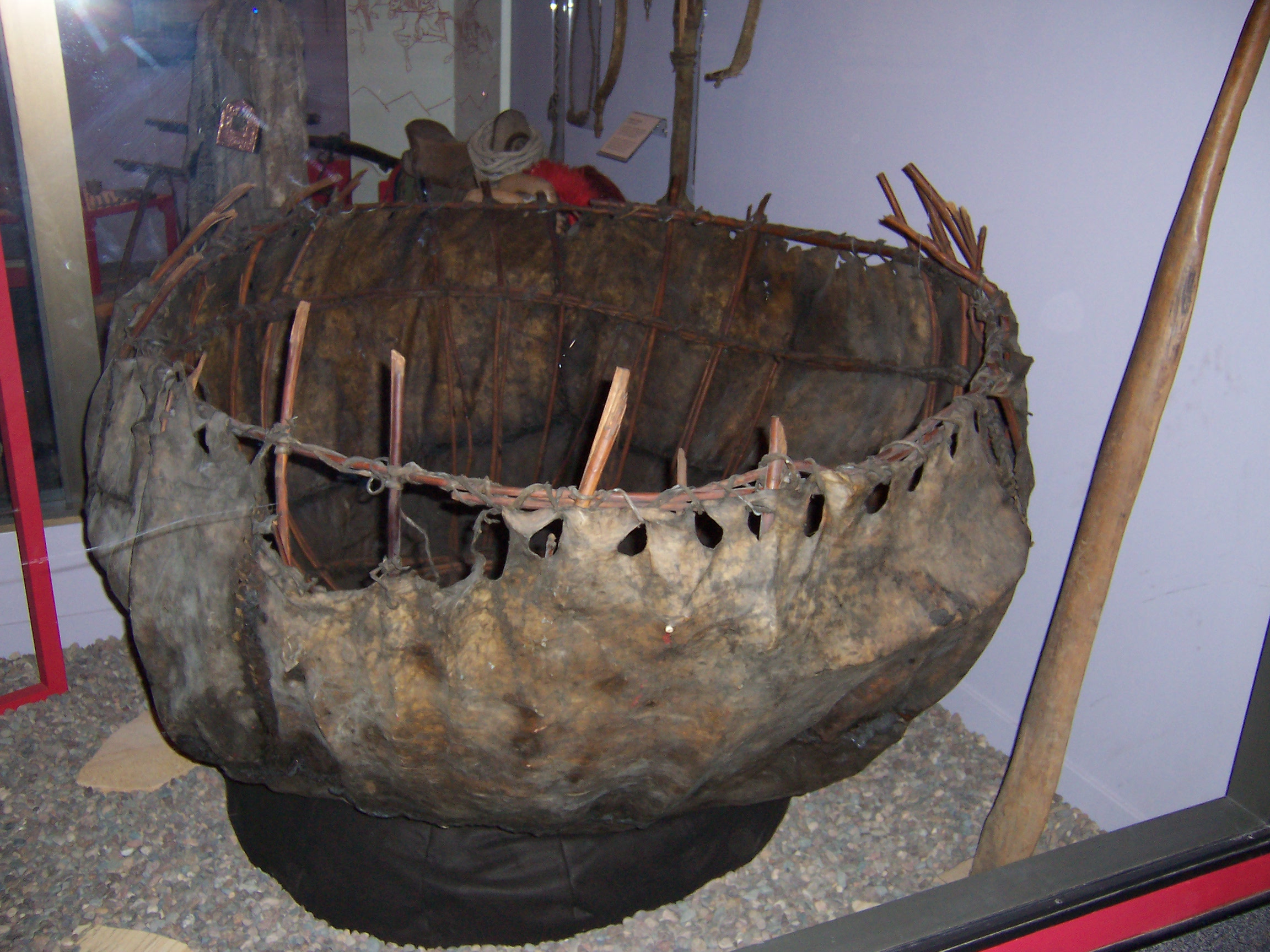
O dubasă

Numele orașului privine de la denumirea satul mai vechi Dubăsari (ulterior Dubăsarii Vechi), acesta situat pe malul drept al Nistrului. Cuvântul „dubăsari” desemnează constructorii și mânuitorii dubaselor, ambarcații din Evul Mediu, rotunde, din nuiele tari și din piei. Denumirea lor provine de la cuvântul mongol tumbaz care a ajuns aici odată cu Hoarda de Aur; mai sunt încă folosite în Mongolia și în Tibet. În epoca țaristă și în cea sovietică, istoriografia oficială a propus, pentru cât mai multe așezări moldovenești, denumiri și etimologii provenite cu precădere din limbile tătară și slavă, bunăoară Cahul pentru Frumoasa sau, aici, tembosarî însemnând „dâmburi galbene”, sau dub însemnând „stejar”. Legenda locală, deformare a studiilor lui Ion Casian Suruceanu, susține că aici Nistrul ar fi fost traversat de un pod din luntre de stejar, dar un astfel de pod nu ar fi rezistat curentului, pe când dubasele da : rotunde, solide dar suple, ele puteau să transporte peste fluviu oameni, vite și marfă, învârtindu-se în vîrtejuri fără să se răstoarne.

## Geografie
La sud de oraș este amplasat Havuzul Mare, o arie protejată din categoria monumentelor naturii de tip hidrologic.

## Istorie
În apropiere de Dubăsari s-au descoperit artefacte din epoca de piatră.
Localitatea a fost mult timp în stăpânirea Hoardei de Aur. Documentele atestă satul începând cu anul 1523, aparținând atunci regatului polon, dar sub administrarea voievozilor moldoveni. În 1772 Dubăsarii Noi devine posesiune a împărăției rusești și primește statutul de oraș. În 1780 a fost clădită biserica-catedrală Adormirea Maicii Domnului cu binecuvântarea mitropolitului Daniil. A existat biserica până la 1809, când pe locul ei a fost înălțată biserica de piatră. În documentele sec. al XIX-lea localitatea figurează cu numele Dubăsarii Noi, având atunci ca principale activități comerțul lemnului și al tutunului.

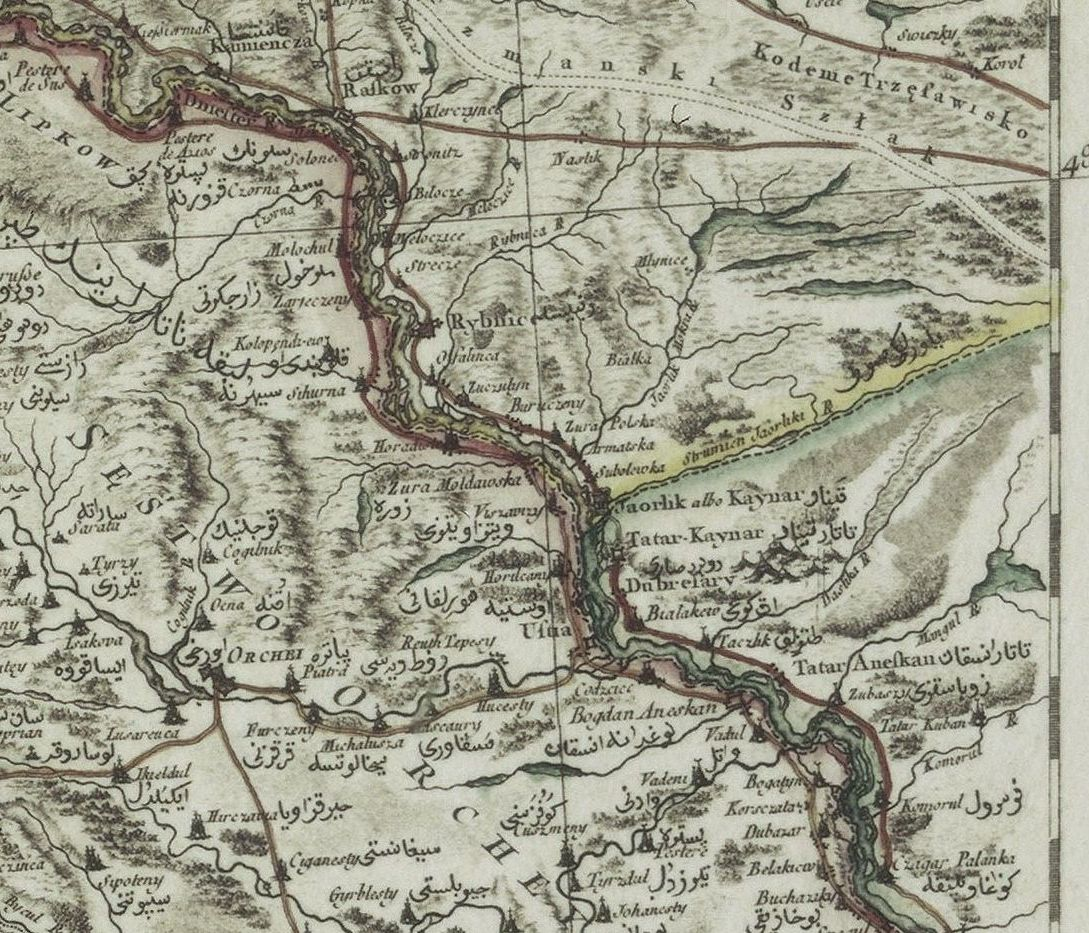
Fragment din Carte de Pologne de Rizzi-Zannoni (1667), pe care figurează localitatea
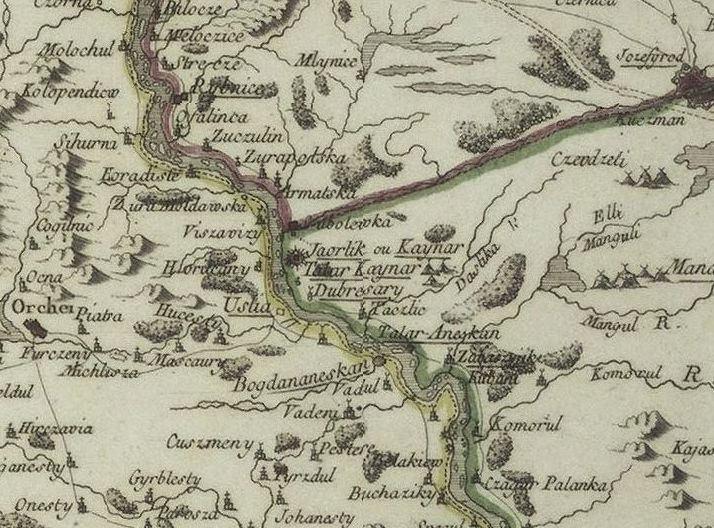
Hartă din 1770 pe care este indicată localitatea
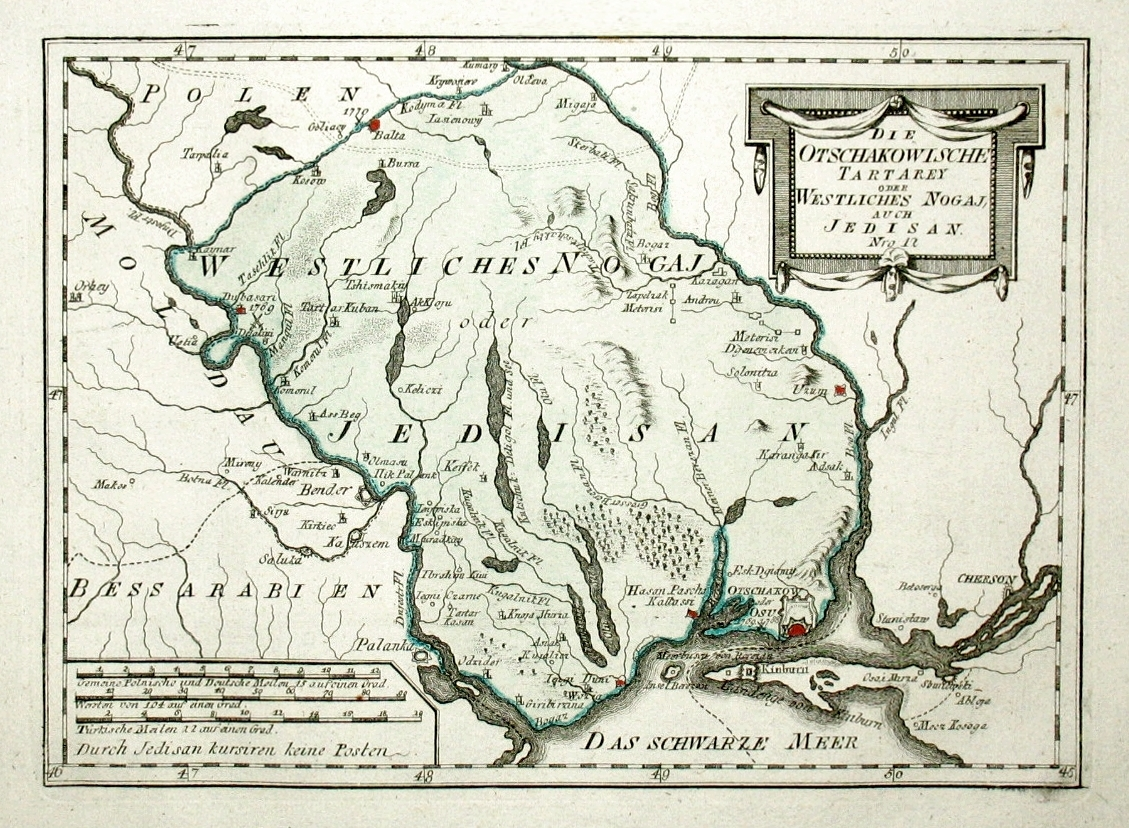
Harta publicată la Viena între 1774-1791 care arată bătălia ruso-turcă de lângă Dubăsari din 1769

Perioada 1917-1945 a fost deosebit de tragică deoarece s-au înșiruit revoluția, invazia germană consecutivă tratatului de la Brest-Litovsk, războiul civil rus, colectivizarea forțată, marea foamete stalinistă, prigoana fugarilor sovietici de către grăniceri și NKVDiști, al doilea război mondial și oprimarea evreilor. Între anii 1941 și 1944, orașul Dubăsari a fost sediul efemerului județ denumit Dubăsari. Numai după 1956, odată cu destalinizarea, pacea și liniștea au revenit în oraș, a cărui populație descrescuse în deceniile precedente, dar care a crescut din nou în mod important în anii construirii centralei hidroelectrice.
În timpul conflictului din Transnistria, sovietul orășenesc al Dubăsarilor s-a declarat de partea separatiștilor din Tiraspol (cu 49 voturi din 86), în timp ce sovietul raional s-a declarat de partea autorităților Republicii Moldova. De atunci, raionul Dubăsari este împărțit între aceste două autorități, orașul Dubăsari fiind capitala părții separatiste. Din păcate, această situație are un efect izolant din punct de vedere economic.

## Demografie
În 1772 Dubăsarii Noi avea 52 de gospodării – 72 de bărbați români „capi de familie” și 4 evrei. În 1792 aici trăiau 3005 loc., în exclusivitate români. Călătorul rus Pavel Sumarokov, trecând în 1799 prin mai multe localități din stânga Nistrului, ne oferă prețioase date privitoare la componența lor etnică. Pentru această localitate se arată că locuitorii sunt „moldoveni, greci, bulgari, evrei și câțiva ruși” (Sumarokov, 1800, 223-235), având circa 300 de gospodării, în 1850 aici trăiau 4298 loc. români, ucraineni, evrei. 
Limba maternă a populației conform recensământul din 1897:
| Limba      | Număr de persoane | Procentul |
| ---------- | ----------------- | --------- |
| Idiș       | 5 326             | 44,06 %   |
| Română     | 3 383             | 27,98 %   |
| Ucraineană | 2 841             | 23.50 %   |
| Rusă       | 395               | 3,27 %    |
| Alte limbi | 144               | 1,19 %    |
| Total      | 12 089            | 100,00 %  |

La 1906 Dubăsarii Noi avea 2057 de ogrăzi cu 5403 bărbați și 5711 femei (SNPTU, 1907, 169).
Conform recensământului sovietic din anul 1939, populația localității era de 4.520 locuitori, dintre care 506 (11.19%) moldoveni (români), 2.198 (48.63%) evrei, 990 (21.9%) ruși și 792 (17.52%) ucraineni.
Conform recensământului sovietic din 1989 (ultimul recensământ înaintea conflictului din Transnistria) orașul avea o populație de 35.800 locuitori, din care 15.414 moldoveni (români), 10.718 ucraineni și 8.087 ruși. Datorită regimului separatist din Transnistria, populația a scăzut dramatic, la recensământul făcut de autoritățile separatiste transnistrene în noiembrie 2004 înregistrându-se doar 23650 locuitori.
Conform recensământului din anul 2004, populația localității era de 23.650 locuitori, dintre care 8.942 (37.80%) moldoveni (români), 8.062 (34.08%) ucraineni si 7.125 (30.12%) ruși.

## Personalități

### Născuți în Dubăsari
- Piotr Racikovski (1851–1910), șeful serviciului secret al Rusiei Imperiale din Paris;
- Gheorghe Murgu (1876-1941), lăutar moldovean;
- Aaron Brodski (1878–1925), dramaturg, prozator și poet argentinian de limbă idiș;
- Samuil Filler (1882–1954), revoluționar și om de stat sovietic
- Aizik Horwitz (1885–1960), scriitor, prozator, jurnalist și regizor de teatru australian, american și israelian
- Adolf Metz (1888–1943), violonist și profesor de muzică țarist rus și leton
- Nichita P. Smochină (1894–1980), jurist, filozof, publicist, istoric, folclorist, sociolog, slavist și profesor român
- Louis Filler (1911–1998), profesor și savant în domeniul educației american
- Dekabrina Kazațker (1913–1983), șahistă și jucătoare de dame sovietică moldoveană
- Vera Dorul (n. 1929), muncitoare sovietică moldoveană în domeniul agricol, Erou al Muncii Socialiste
- Semion Șoihet (1931–2010), arhitect sovietic și moldovean
- Pavel Sirkes (n. 1932), scenarist, prozator, traducător, jurnalist și documentarist sovietic și rus
- Șlomo Giterman (n. 1935), jucător de șah sovietic, moldovean și israelian
- Andrei Cepalîga (n. 1938), geolog, paleontolog și paleogeograf sovietic și rus
- Felix Lihtgoltz (n. 1939), medic-chirurg sovietic moldovean și israelian
- Vlad Grecu (n. 1959), scriitor moldovean
- Larisa Timchina (n. 1966), biatlonistă moldoveană
- Igor Mazur (n. 1967), primar de Dubăsari
- Frații Kapranov (n. 1967), editori, scriitori și publiciști ucraineni;
- Igor Gorgan (n. 1969), ofițer;
- Mîhailo Ohendovski (n. 1973), avocat ucrainean, președinte al Comisiei Electorale din Ucraina (2013-2018)
- Igor Pugaci (n. 1975), biciclist moldovean
- Victor Covalenco (n. 1975), atlet (decatlon) moldovean
- Anna Odobescu (n. 1991), cântăreață moldoveană.

## Orașe și comunități înfrățite
- Tighina , Moldova

## Galerie de imagini

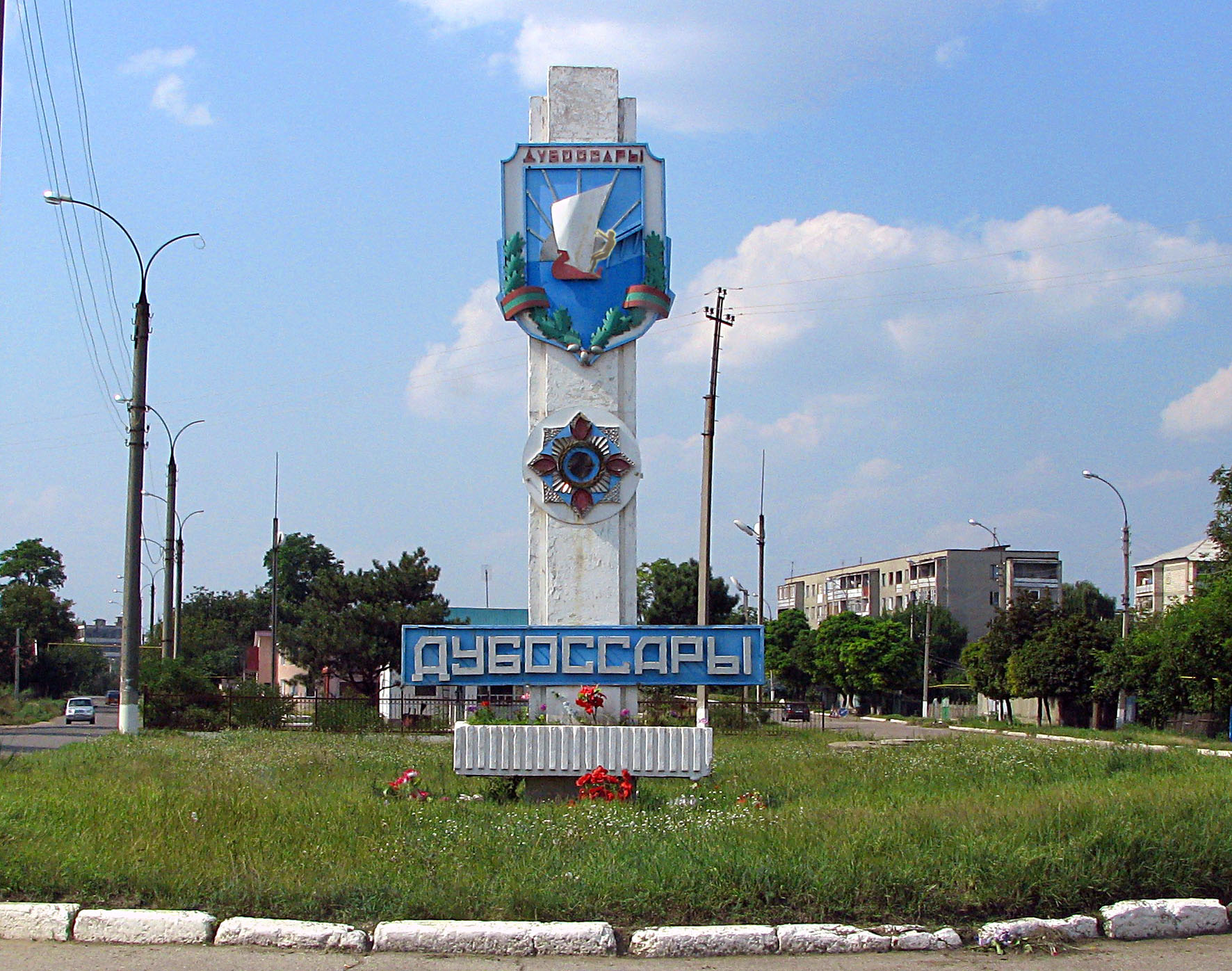
Stema orașului
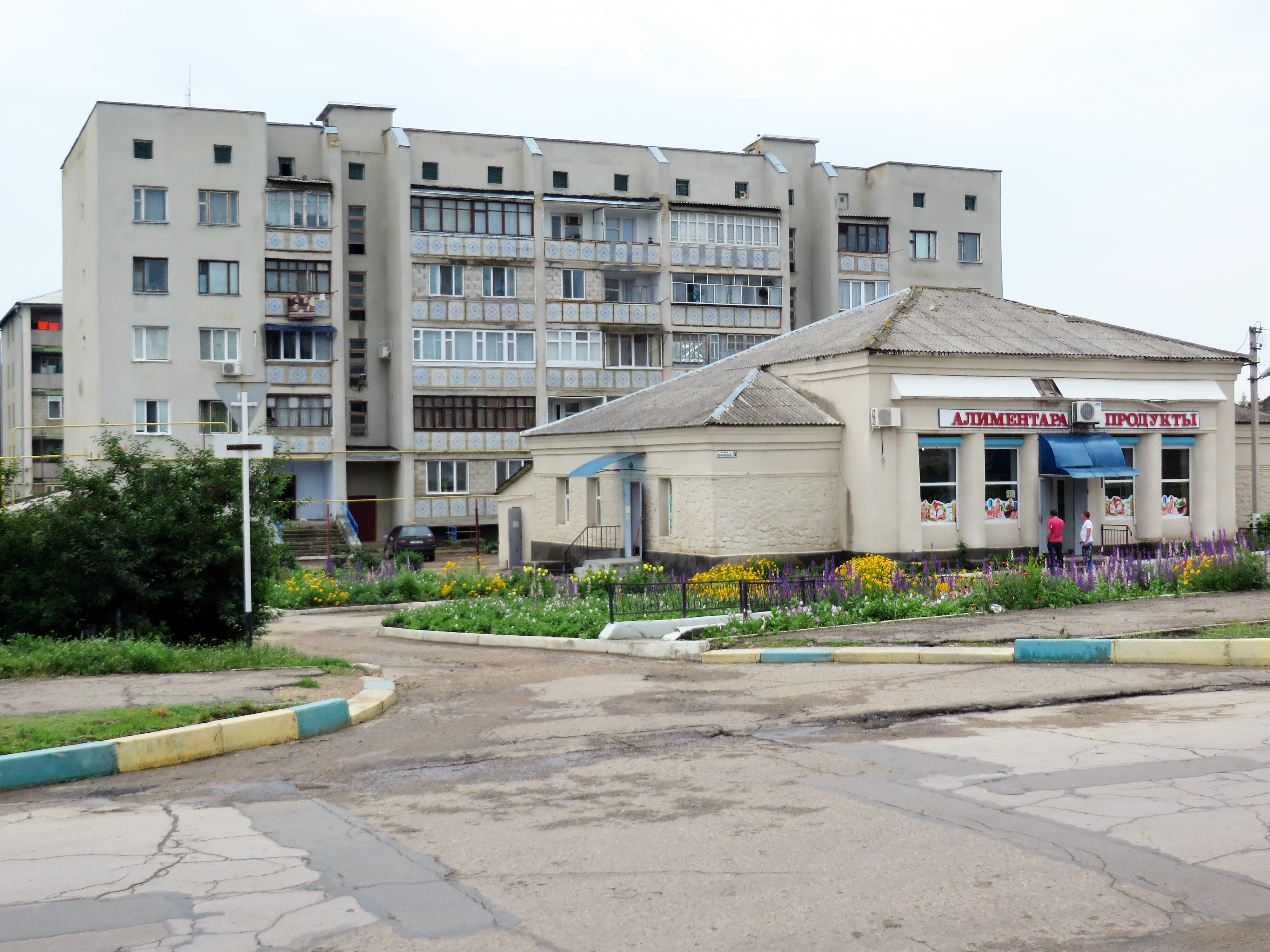
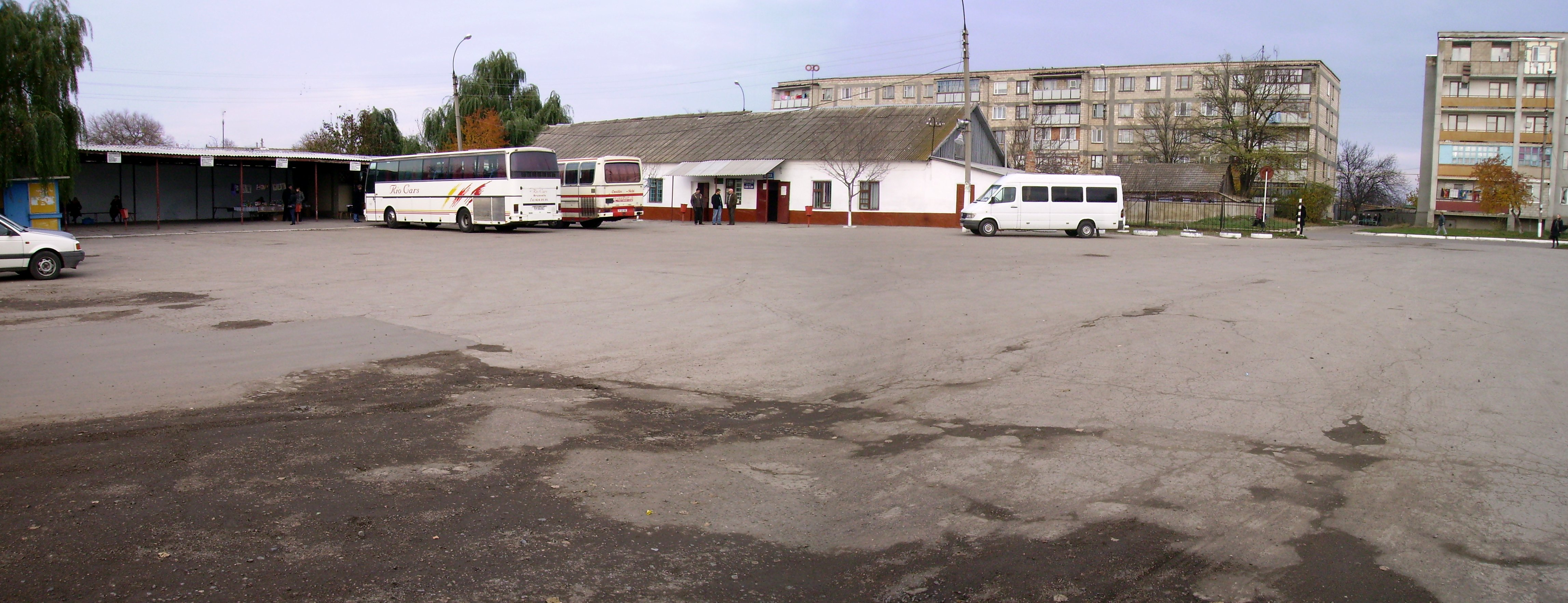
Autogara
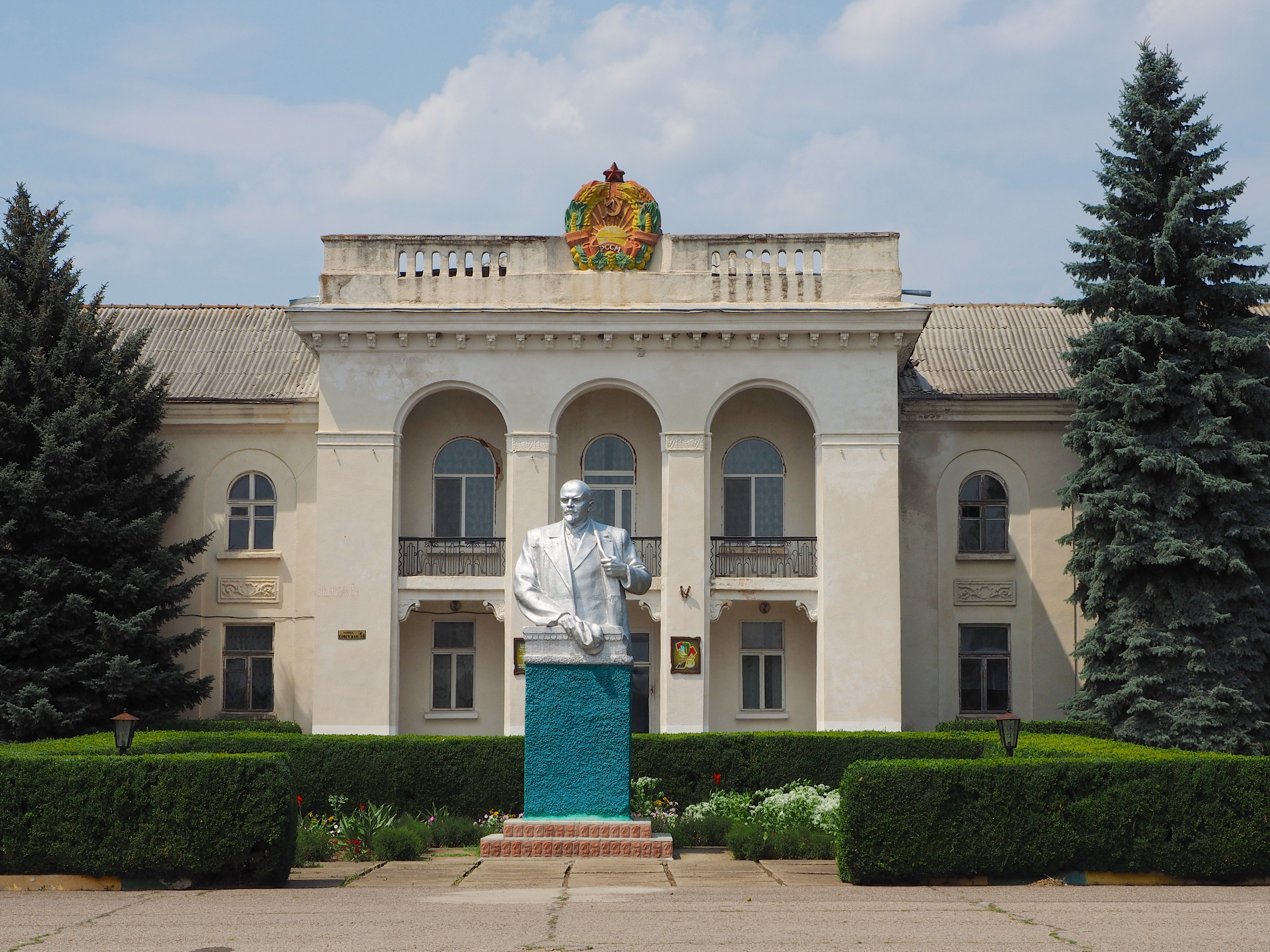
Colegiul de Arte din Dubăsari
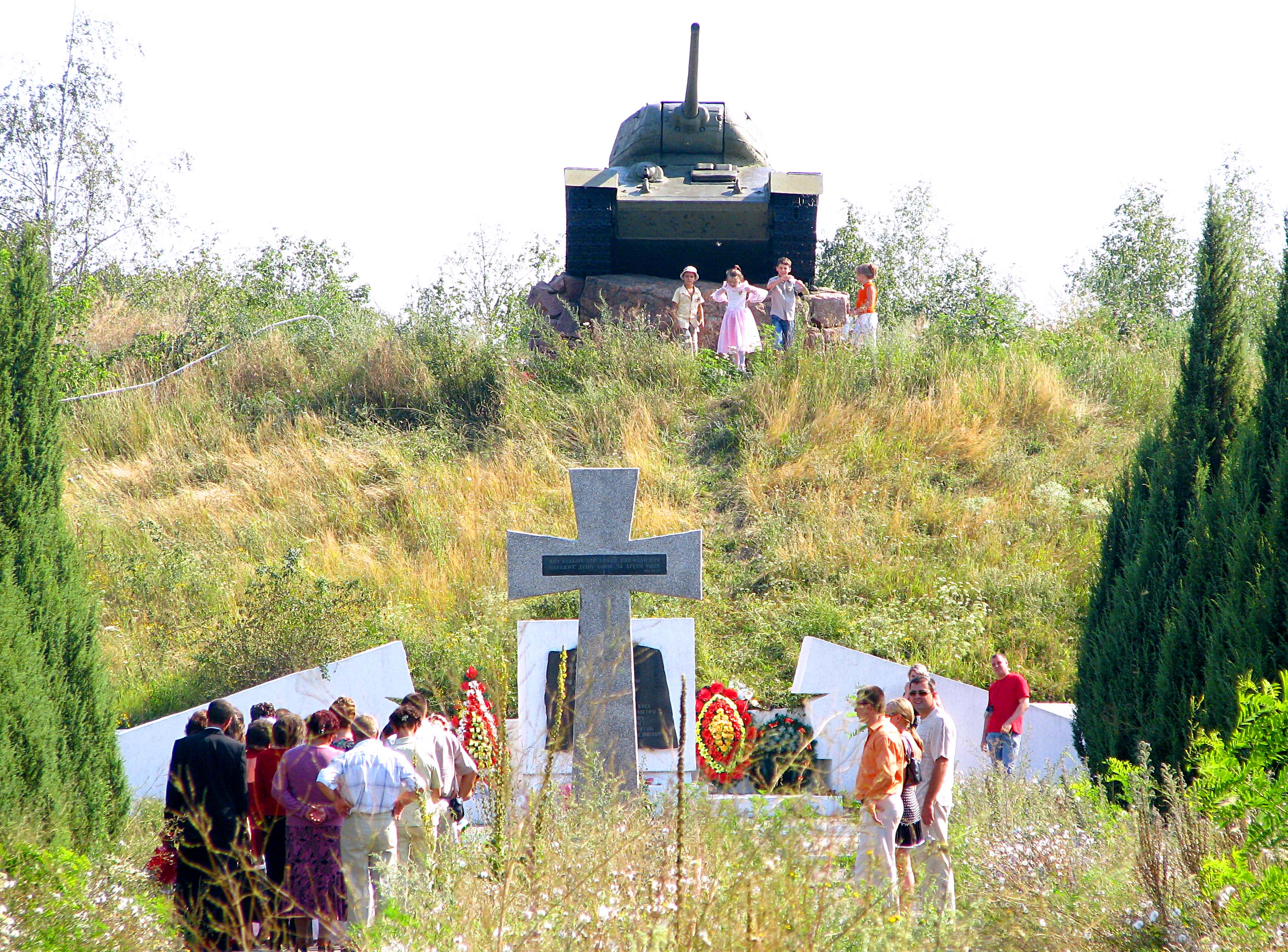
Memorial al celui de-al doilea război mondial
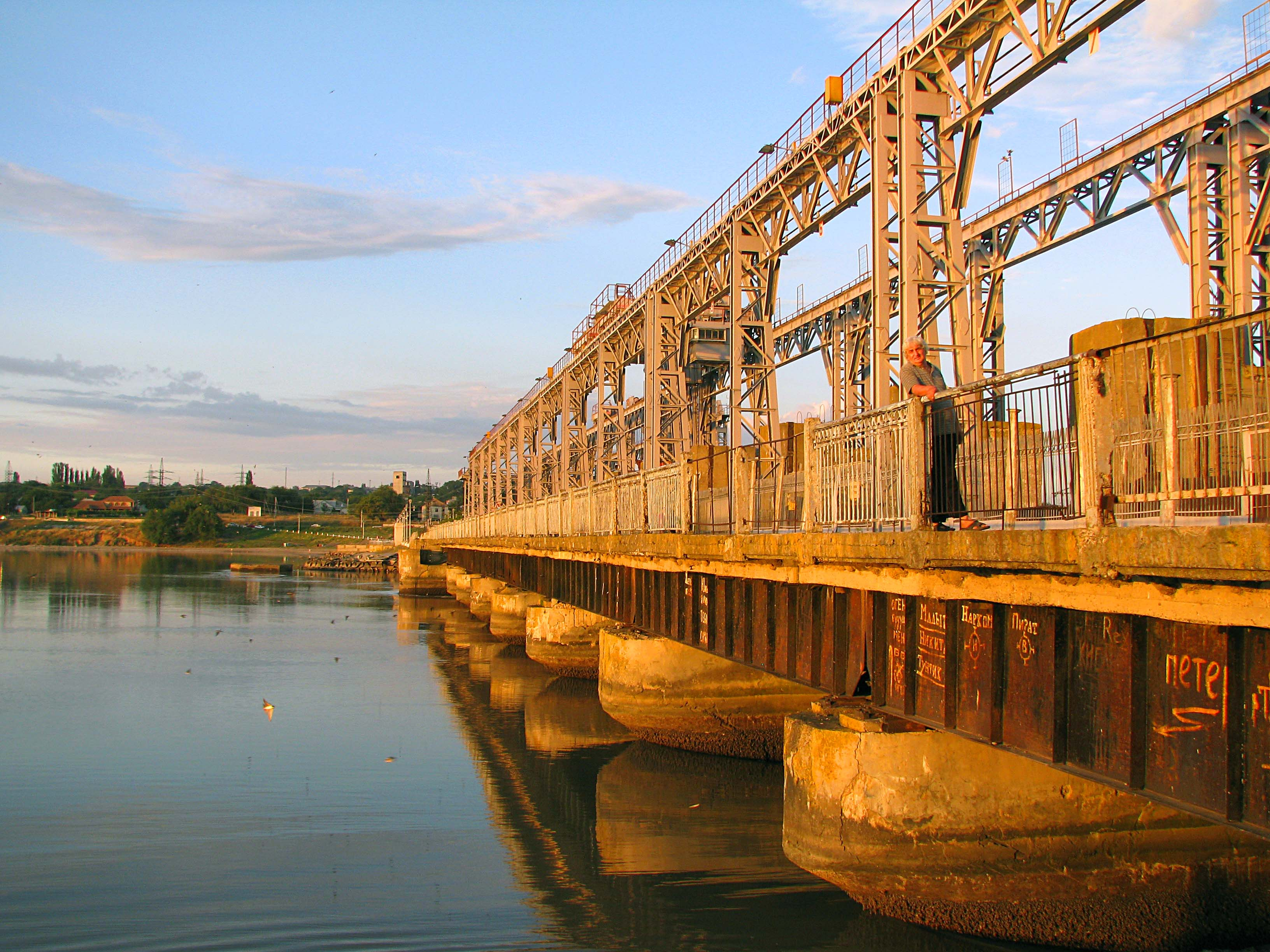
Hidrocentrala Dubăsari, cea mai mare din Republica Moldova